# Gisekia africana
Gisekia africana är en tvåhjärtbladig växtart som först beskrevs av João de Loureiro, och fick sitt nu gällande namn av Carl Ernst Otto Kuntze. Gisekia africana ingår i släktet Gisekia och familjen Gisekiaceae. Inga underarter finns listade i Catalogue of Life.